# Fântâna Meșterului Manole
Peste drum de Mănăstirea Curtea de Argeș se afla Fântâna Meșterului Manole, asociată cu legenda Meșterului Manole. Un izvor care se găsea în incinta Mănăstirii până în secolul al XVIII-lea a secat și un nou izvor a fost găsit în afara incintei. O descriere în versuri a descoperirii acestui izvor e redată în inscripția în litere slavone de pe fântână, reprodusă mai jos.  
Fântâna este înregistrată pe lista monumentelor istorice din judetul Argeș, având codul de clasificare  AG-IV-m-A-13942. 

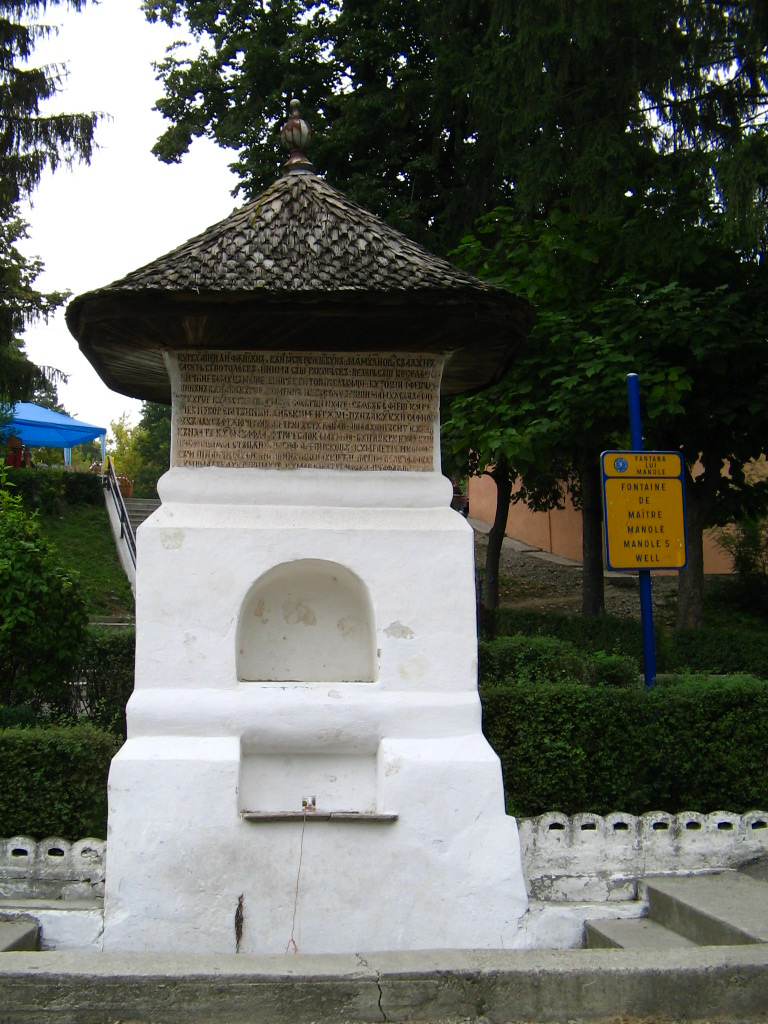
Fantana Mesterului Manole

A fost construită in 1804 sub primul episcop al Argeșului, Sevasti chir Iosif (n.1745-1750 în Mălaia, Plasa Loviștei, jud. Argeș, d. 1820, Biserica Antim, București). 

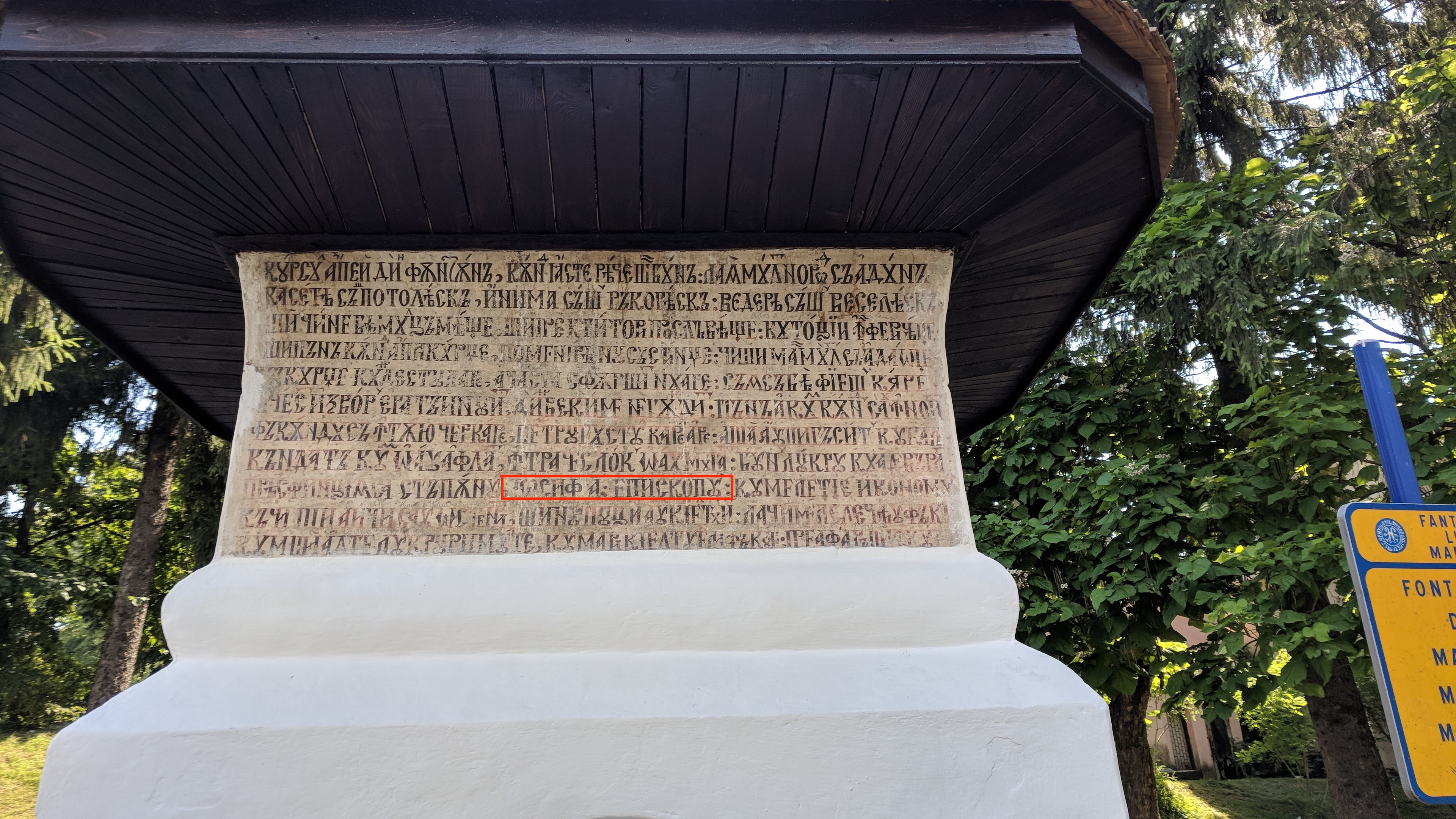
Inscripția Fântânii lui Manole cu numele episcopului Iosif încadrat

Textul inscripției a fost publicat de Nicolae Iorga în Inscripții din Bisericile Romaniei, 1905. Versurile sunt atribuite episcopului Iosif însuși.
Cursul apei din fintina
Cind iaste rece si buna
La ia mult norod sa aduna
Ca setea-sa-s potoleasca,
Inima sa-si racoreasca,
Vederea sa-si veseleasca
Si cine bea multameste
Si pre ctitori proslaveste,
Cu totii ii fericiaeste.
Si, pîna cind apa curge,
Pomenirea nu se stinge,
Ci si mai mult sa adaoge,
Ca curge cu indestulare.
Acasta sfirsit nu are.
Si ca sa bea fiescare,
Acest izvor era tainuit,
Din vechime negîndit,
Pana acum cînd s-au innoit
Facandu-se întiiu cercare,
Pentru gustul care'l are
Asa au si gasit cu cale
Ca'ndata cum au aflat
Intr'acest loc o au mutat.
Bun lucru cu adevarat.
Preasfintia Sa stapinul
Iosif episcopul cu Meletie iconomul.
Caci si aici s'au ostenit
Si nu putin au chieltuit
La cismele ce-au facut,
Cum si alte lucruri multe
Cu mari cheltuieli facute,
Pre afara si prin curte.